# لافيونا

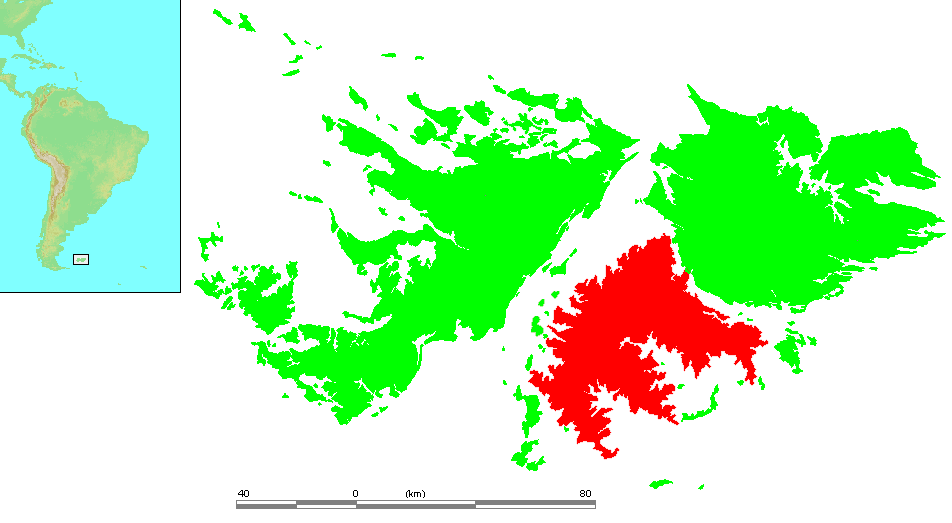
توضِّح المساحة الحمراء موقع شبه جزيرة لافيونا بين جزر فوكلاند.

لافيونا (بالإنجليزية: Lafonia)‏ هي شبه جزيرة تشكل معظم الجزء الجنوبي من جزيرة فوكلاند الشرقية، وهي واحدة من الجزيرتين الكبيرتين في أرخبيل جزر فوكلاند.

## الجغرافيا والجيولوجيا

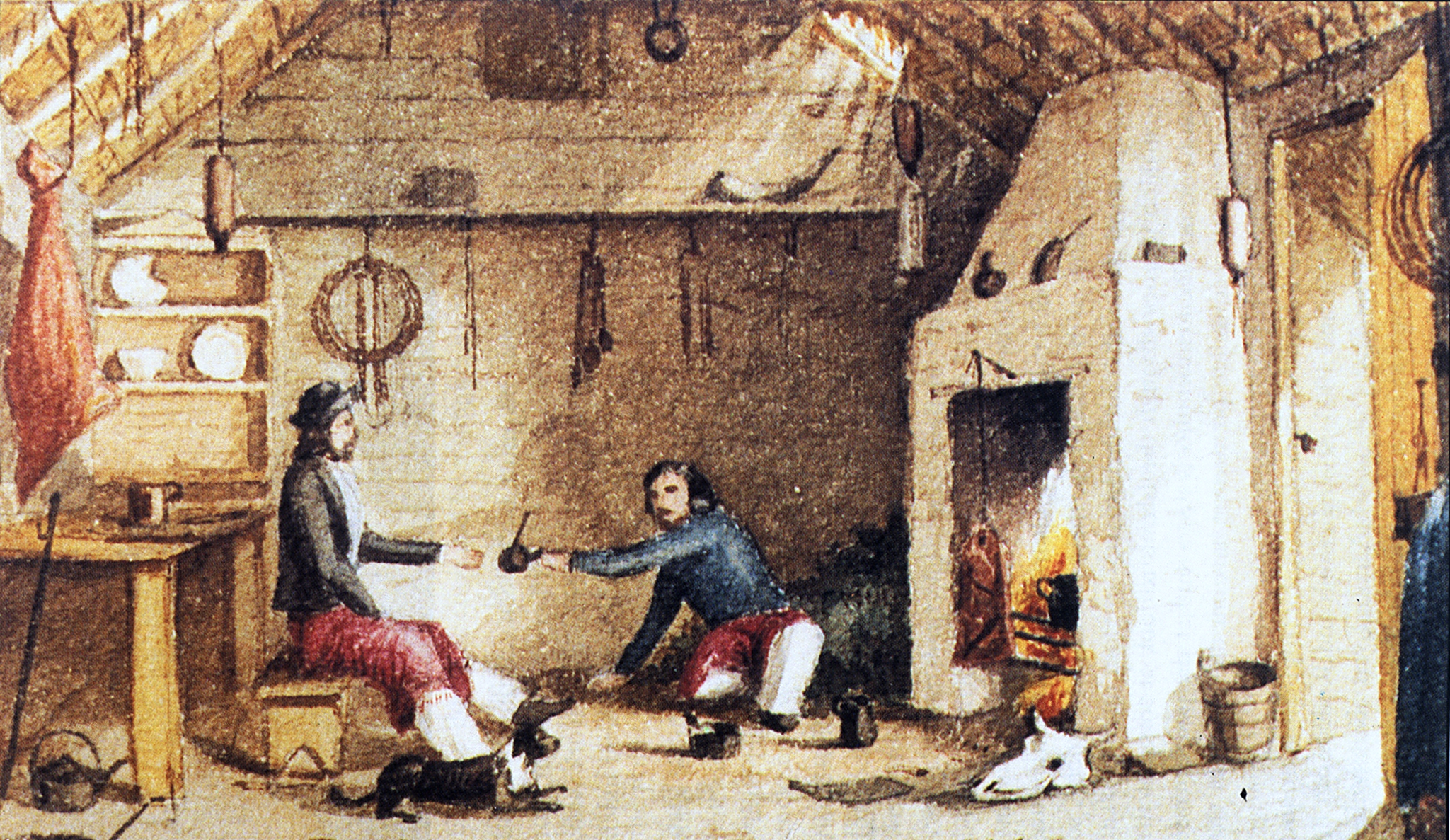
جزر فوكلاند/مالفيناس غاوتشو مع رفيق في هوب بليس - سالاديرو، شرق فوكلاند. ألوان مائية لوليام باونيل ديل، ابن جون باونيل ديل مدير هوب بليس في خمسينيات القرن التاسع عشر.

تشبه الجزيرة في شكلها حرف E الإنكليزي، وهي منفصلةٌ في معظمها عن باقي فوكلاند الشرقيَّة، إذ لا تتصل معها إلا عبر برزخٍ عرضه حوالي 2.5 كم. إذ كانت لافيونا منفصلةً عن باقي فوكلاند الشرقية، فكانت لتصبح ثالث أكبر جزر فوكلاند من حيث المساحة. يفصل لافيونا عن جزيرة فوكلاند الغربية ما يدعى مضيق فوكلاند.
تعود طبقات الأرض في شمال غربي لافيونا إلى العصر البرمي. وقد تكون محتوية على كميات ترقى إلى مستوى تجاري من الذهب، حيث بدأ التنقيب في بعض أجزائها منذ مطلع القرن الواحد والعشرين.
زار تشارلز داروين شبه جزيرة لافيونا وأجرى لها مسحاً طبيعياً أثناء رحلته الشهيرة مع سفينة بيغل.